# 이용태 (기업인)
이용태(李龍兌, 1933년 3월 3일 ~ 2025년 4월 14일)는 대한민국의 교육 강사, 기업인으로, 삼보컴퓨터의 설립자이다.
1933년 경북 영덕에서 태어났고, 1980년 삼보컴퓨터를 설립, 국내 개인용 PC대중화의 길을 열었으며, 1996년 두루넷을 창업해 국내 최초로 초고속인터넷서비스를 개시했다. 또한 1982년 ~ 1988년 까지 데이콤 초대사장을 맡아 우리나라 데이터통신의 기반을 구축하고 세계 최고 수준의 행정전산망(전자정부) 시스템을 만들었다. 한편 1999년 부터 2015년 4월까지 유림단체인 박약회(博約會) 회장을 맡아 국내 인성교육사업을 적극 이끌었으며, 퇴계학연구원 이사장, 한국정신문화재단 이사장, 전통문화연구회 이사장, 숙명학원 이사장 등을 역임했고, 전국경제인연합회 부회장, 한국정보산업연합회 회장을 지냈다.  2025년 4월 14일 새벽에 숙환으로 사망하였다.

## 학력
- 영덕농업고등학교 중퇴
- 고등학교 졸업학력 검정고시 합격
- 1958년: 서울대학교 문리과대학 이학부 물리학과 졸업
- 1969년: 미국 유타대학교 대학원 이학박사(통계물리학. 부전공 전산학)
- 1998년: 미국 유타대학교 명예박사
- 2000년 6월: 안동대학교 명예경영학 박사
- 2001년 10월: 한국외국어대학교 명예경영학 박사

## 경력
- 장충고등학교 수학강사
- EMI학원 수학강사
- 1964년 ~ 1969년: 이화여자대학교 전임 교수
- 1970년 ~ 1981년: 서울대학교, 고려대학교, 성균관대학교 강사
- 1973년 ~ 1976년: 한국과학기술연구소 전자계산운영실 실장
- 1976년: 한국과학기술연구소 전자계산기 국산화연구실 실장
- 1978년 ~ 1981년: 전자기술연구소 전산개발담당 부소장
- 1980년 7월: 삼보엔지니어링(삼보컴퓨터) 설립
- 1981년: 과학기술정보센터 이사
- 1982년 ~ 1988년: 한국데이타통신 대표이사 사장
- 1982년: 한국엔지니어클럽 전자분과 회원
- 1983년: 한국정보산업협회 부회장
- 1983년: 과학기술처 정책자문위원
- 1985년: 교육개혁심의위원회 위원
- 1985년: 21세기경영인클럽 부회장
- 1987년 ~ 2000년 3월: 한국정보산업연합회 회장
- 1987년: 개방형컴퓨터통신연구회 회장
- 1988년: 한국데이터통신 회장
- 1988년 ~ 1995년: 정보문화센터 이사장
- 1988년 ~ 1992년: 재단법인 정보문화센터 회장
- 1988년 ~ 1990년: 아시아대양주정보처리산업기구(ASOCIO) 회장
- 1989년: 삼보컴퓨터 회장
- 1989년 ~ 2017년: 퇴계학연구원 이사장
- 1989년 4월: 코리아넷 설립
- 1989년 8월: 휴먼컴퓨터 설립
- 1990년 2월: 삼보소프트웨어 설립
- 1990년 3월: 솔빛미디어 설립
- 1991년: 포스데이터 고문
- 1992년: 나래이동통신 설립
- 1992년: 정보산업발전민관협의회 공동위원장
- 1992년 ~ 2000년 3월: 한국정보산업연합회 회장
- 1993년 정보통신정책협의회 위원장
- 1994년 ~ 1996년 아세아대양주전산산업기구(ASOCIO) 회장
- 1996년 3월: 故 김호길박사기념사업회 회장
- 1996년 4월: 미디어밸리추진위원회 위원장
- 1996년 7월: 두루넷 대표이사
- 1997년 2월 ~ 2000년 3월: 제7대 한국정보산업연합회 회장
- 1997년 8월 ~ 1999년 8월: 한국전자거래표준원 이사장
- 1998년 2월 ~ 2000년 5월: 방송문화진흥회 이사
- 1998년 5월: 한반도정보화추진본부 이사장
- 1999년 2월 ~ 2005년 6월: 한국경제인연합회 부회장
- 1999년 4월 ~ 2025년 4월: 박약회(博約會) 회장
- 1999년 4월: 전경련 정보통신위원장
- 1999년 5월: 인터넷비즈니스 포럼 회장
- 1999년 8월: 한국전자거래진흥원 이사장
- 1999년 9월: 총리정책자문위원회 경제분야 위원
- 1999년 11월 ~ 2001년 3월: 국민경제자문회의 민간위원
- 2000년 3월 ~ 현재: 한국정보산업연합회 명예회장
- 2002년 6월: 평양-연변과학기술대 이사
- 2003년 12월 ~ 2005년 5월: 삼보컴퓨터 명예회장
- 2007년 2월: 볼런티어21 이사장
- 2007년 2월 ~ 2012년 2월: 숙명학원 이사장
- 2007년 3월 ~ 2011년 2월: 건국대학교 석좌교수
- 2014년 ~ 2018년: 한국정신문화재단 이사장
- 2024년 6월 ~ 2025년 4월: 전통문화연구회 이사장

## 수상 내역
- 1992년: 제7회 신산업경영인
- 1994년: 한국경영학회 기업가상
- 1997년 5월: 우리나라 정보통신발전에 기여한 인물 2위
- 1997년 9월: 제11회 인촌상(산업기술부문)
- 1999년 11월: 특별공로상
- 2000년 3월 13일: 제2회 관악대상
- 2000년 4월: 2000년 한국의 경영자상
- 2000년 10월: "디지털 엘리트"로 선정
- 2001년 11월: 여성정보화 공로상
- 2002년 1월: 제2회 CEO대상(대기업부문)
- 2002년 3월: 한국전자통신연구원(ETRI)을 빛낸 인물
- 2002년 4월: 장영실 과학문화상
- 2005년 1월: 정보통신부 유공자 공로패
- 2006년 10월: 한국을 일으킨 엔지니어 60인 선정(정보통신 부문)
- 2014년 4월: 제29회 21세기대상 - 특별상
- 2021년 4월: 정보통신 특별공로상
- 2022년 11월: 제12회 퇴계상 - 공로상
- 2023년 10월: 21세기 지식가치포럼 개인 대상

## 저서
- 수학의 강의, 해석대전, 기하대전
- 전자계산기론
- 정보통신용어해설집
- 정보사회, 정보문화
- 1988년 전자회로
- 1992년 컴퓨터가 세상을 어떻게 변화시킬 것인가
- 1983년 컴퓨터산책
- 1998년 6월 선진국 마음 먹기에 달렸다(시론집)
- 2007년 6월 이야기로 키우는 인성 교육법
- 2011년 좋은 엄마가 되고 싶다
- 2021년 행파(杏坡)한시선

## 가족 관계
- 배우자: 이위증(李渭曾, 1930년 7월 20일 ~ )	 	 
  - 장남: 이홍순(李洪淳, 1960년 8월 24일 ~ )
  - 차남: 이홍선(李洪善, 1961년 10월 13일 ~ )